# Ondřejník (Podbeskydská pahorkatina)
Ondřejník (890 m n. m.) je třetí nejvyšší vrchol stejnojmenného geomorfologického okrsku Ondřejník i celé Podbeskydské pahorkatiny. Tyčí se 3 km západně od Frýdlantu nad Ostravicí a necelé 4 km severně od Skalky.

## Stavby pod vrcholem
Pod vrcholem Ondřejníku se na jihovýchodní straně nachází turistická chata Ondřejník, která byla postavena Klubem českých turistů v letech 1906–1907 a rozšířena roku 1930. V roce 1933 byla v jejím sousedství postavena chata Solárka, která však roku 2002 vyhořela. V lokalitě se rovněž nachází kaple svatého Antonína Paduánského, u které se v den svátku tohoto světce koná každoročně pouť.

## Přístup
Na vrchol Ondřejníku nevede žádná značená turistická cesta, přesto je dobře přístupný po neznačených cestách ze dvou směrů:
- od rozcestí Ondřejník sedlo na jihu – to je přístupné po modře značené cestě mezi Kunčicemi a Skalkou na jedné straně a turistickou chatou Ondřejník na druhé straně, případně po zeleně značené cestě z Frenštátu
- od rozcestí Kubalanky na severu – to je přístupné po zeleně značené cestě mezi turistickou chatou Ondřejník a Lhotkou nebo po žlutě značené cestě z Metylovic

Okruh od turistické chaty Ondřejník přes jižní sedlo, vrchol a rozcestí Kubalanky měří necelých 5 km s převýšením 240 metrů.

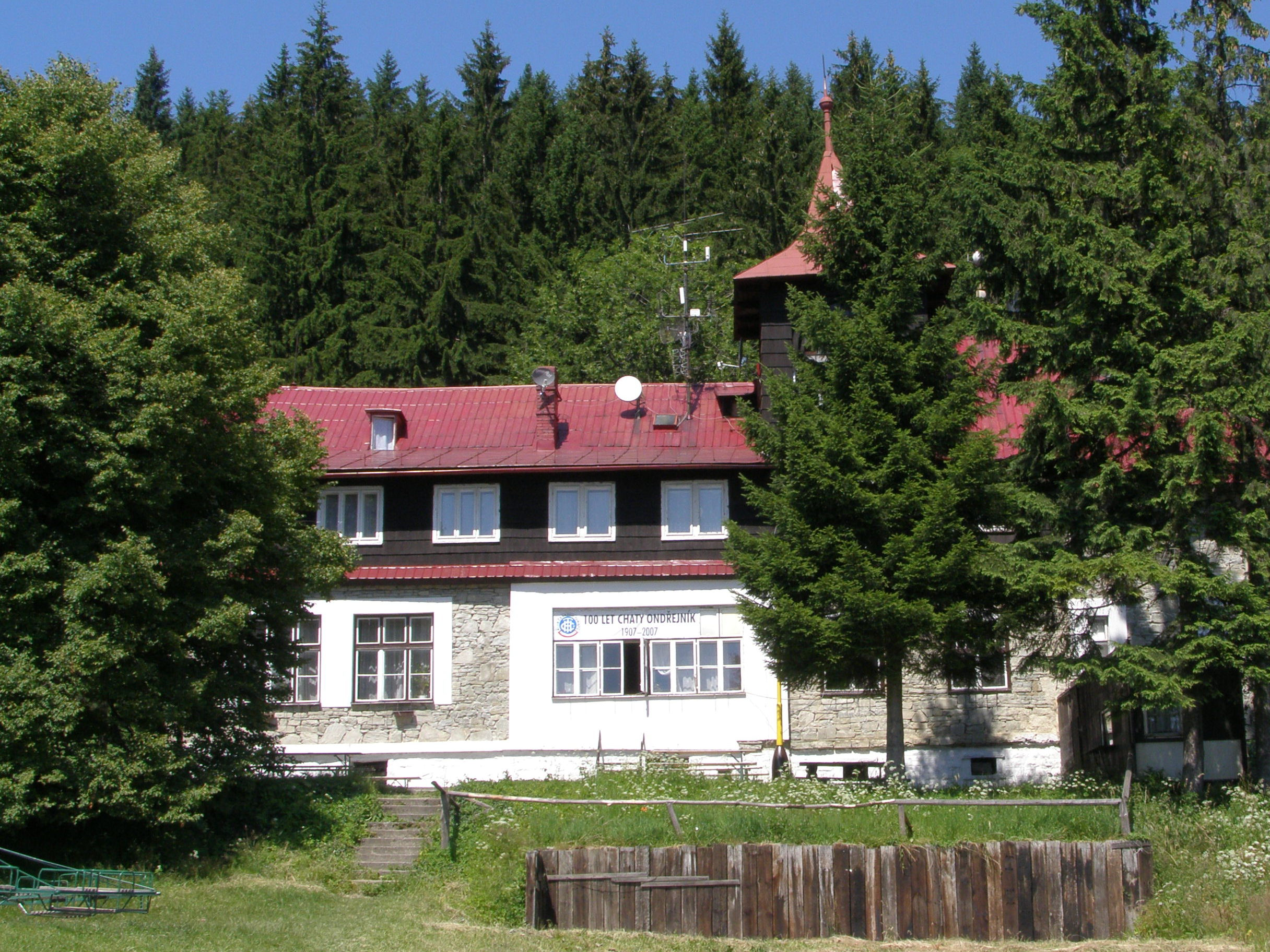
Chata Ondřejník

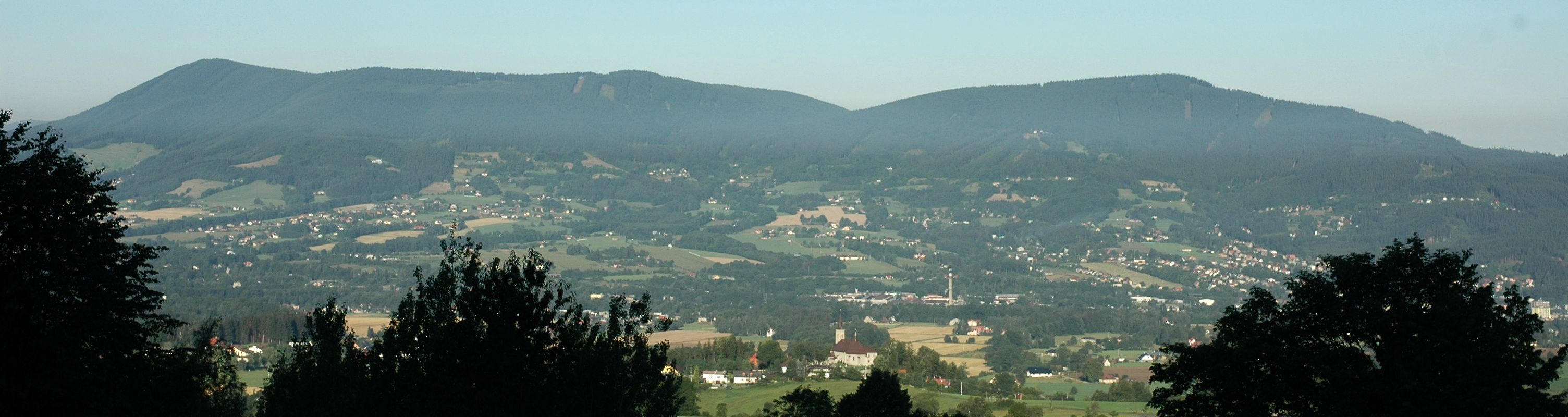
Masiv Ondřejníku, vlevo Skalka, vpravo Ondřejník